# John Thomas (Harfenist)

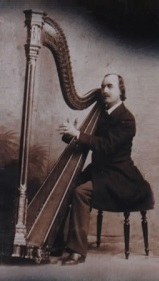
John Thomas

John Thomas (* 1. März 1826 in Bridgend; † 19. März 1913 in London) war ein  walisischer Harfenist und Komponist.
Gefördert von Lord Byrons Tochter Ada Lovelace, studierte er schon ab einem Alter von dreizehn Jahren an der Royal Academy of Music in London. 1851 ging er mit einem Opernorchester auf Europatournee. Bemerkenswert war auch ein Konzert in London am 4. Juli 1862, bei dem er mit nicht weniger als 400 Chorsängern und zwanzig Harfenisten auftrat. Ein Jahr zuvor hatte er den Titel Pencerdd Gwalia (deutsch: Hauptmusiker von Wales) erhalten. 1872 wurde er offizieller Harfenist der Königin Victoria und behielt unter Edward VII. dieses Amt bei.
Thomas komponierte zahlreiche Solo- und Orchesterstücke für Harfe, veröffentlichte eine Sammlung von Waliser Melodien und arrangierte mehrere Lieder Schuberts und Mendelssohn Bartholdys.
Weiterhin erwähnenswert ist, dass sein jüngerer Bruder Thomas Thomas (1829–1913), der sich – um Verwechslungen mit seinem Bruder zu entgehen – Aptommas nannte, ebenfalls ein virtuoser Harfenist war und auch einige Werke komponierte und für Harfe arrangierte. Über ihn ist nur wenig bekannt.

## Diskografie
- 24 o ALAWON GYMREIG - JOHN THOMAS - 24 WELSH MELODIES. Y casgliad cyflawn o'r 24 o Alawon Cymreig i'r delyn. The complete recording of the Victorian Harpist, John Thomas' collection of 24 Welsh Melodies for the Harp, published in 1862, Sain SCD 2195-J (Double CD) (Aufnahme mit Elinor Bennett)
- SERENAD. Deuawdau Telyn Pencerdd Gwalia. Harp Duos by John Thomas performed on Erard Gothic harps with Meinir Heulyn. Sain SCD2254 (Aufnahme mit Elinor Bennett und Meinir Heulyn)